# 安芸長束駅
安芸長束駅（あきながつかえき）は、広島県広島市安佐南区長束四丁目にある、西日本旅客鉄道（JR西日本）可部線の駅である。駅番号はJR-B05。

## 歴史
- 1928年（昭和3年）11月19日：広島電気線（当時）新庄橋停留場（現存せず） - 長束停留場（初代、後の安芸山本駅。現存せず）間に、大師停留場（だいしていりゅうじょう）として新設。旅客駅[2]。
- 1931年（昭和6年）7月1日：広島電気線が広浜鉄道へ譲渡され、同社の停留場となる。
- 1933年（昭和8年）4月21日：長束停留場（2代目）に改称。同時に長束停留場（初代）は山本停留場に改称している。
- 1936年（昭和11年）9月1日：広浜鉄道国有化、鉄道省可部線の安芸長束駅となる[3]。
- 1949年（昭和24年）：駅舎改築[4]。
- 1972年（昭和47年）9月1日：国鉄（→JR）特定都区市内制度導入に伴い、「広島市内」の駅となる[5]。
- 1984年（昭和59年）2月1日：荷物扱い廃止[2]。
- 1987年（昭和62年）4月1日：国鉄分割民営化に伴い、西日本旅客鉄道（JR西日本）の駅となる[2]。
- 1991年（平成3年）
  - 4月1日：管轄が広島支社の直轄（可部管理駅）から可部鉄道部に変更される[6]。
  - 11月1日：業務委託駅化[7]。
- 1992年（平成4年）11月1日：みどりの窓口営業開始[8]。
- 1998年（平成10年）3月27日：現駅舎完成[4]。
- 2006年（平成18年）7月1日：可部鉄道部廃止に伴い、広島支社直轄へ変更。
- 2007年（平成19年）
  - 7月15日：ICOCA対応簡易型自動改札機設置。
  - 9月1日：ICカード「ICOCA」が利用可能となる。
- 2015年（平成27年）11月28日：島式ホーム1面2線から単式ホーム2面2線に変更。新ホーム使用開始。
- 2017年（平成29年）11月：西側駐輪場立体化工事開始。
- 2018年（平成30年）5月26日：発車メロディーに「長束音頭」使用開始[9]。
- 2023年（令和5年）11月30日：みどりの窓口営業終了[10]。

## 駅構造
単式ホーム2面2線を有し、列車交換可能な地上駅。線路西側あき亀山寄りに駅舎があり、下りホームへは駅舎から直接階段・スロープで、両ホームは警報機・遮断機付構内踏切で連絡している。
業務委託駅（JR西日本中国交通サービス受託）で、自動券売機が設置されている。ICOCA（相互利用可能ICカードはICOCAの項を参照）が利用可能。JR特定都区市内制度における「広島市内」の駅である。
駅舎は1998年に改築された鉄骨造平屋建てのもので、付近の天然記念物「長束の蓮華松」をイメージして正十二角形の屋根を備える。

### のりば
| のりば | 路線   | 方向 | 行先               |
| ------ | ------ | ---- | ------------------ |
| 1      | 可部線 | 上り | 横川・広島方面     |
| 2      | 可部線 | 下り | 緑井・あき亀山方面 |

付記事項
- 以前は現在の上りホームの両面を使用した島式ホーム1面2線であり、構内踏切は警報機のみで遮断機が無かったが、2013年12月23日に遮断機が新設された。更に2015年11月28日には新下りホーム（緑井・可部方面）が完成し、始発列車より供用を開始した。また、下りホームとして使用されていた箇所は、柵により封鎖され乗降出来なくなった。これらはいずれも、2013年6月に線路を横切る連絡通路を歩いていた女子児童（当時）が電車にはねられ重傷を負った事故に対応したものである[11]。
- 以前は線路有効長はホーム有効長ぎりぎりであり、現在の上りホーム広島側先端も非常に狭かったが、上記改良工事後程無く上り側ポイントが広島寄りに移され、余裕のある構造となった。

## 利用状況
以下の情報は、「広島市統計書」及び「広島市勢要覧」に基づいたデータである。
| 年度               | 1日平均 乗車人員 | 年度毎 総数 | 定期券 総数 | 普通券 総数 |
| ------------------ | ---------------- | ----------- | ----------- | ----------- |
| 1968年（昭和43年） | 1,186.6          | 866,254     | 664,626     | 201,628     |
| 1969年（昭和44年） | 965.5            | 704,809     | 462,078     | 242,731     |
| 1970年（昭和45年） | 1,059.5          | 773,406     | 558,538     | 214,868     |
| 1971年（昭和46年） | 1,098.4          | 804,036     | 567,186     | 236,850     |
| 1972年（昭和47年） | 1,028.4          | 750,749     | 504,678     | 246,071     |
| 1973年（昭和48年） | 1,109.3          | 809,815     | 517,940     | 291,875     |
| 1974年（昭和49年） | 1,248.7          | 911,548     | 587,134     | 324,414     |
| 1975年（昭和50年） | 1,324.7          | 969,703     | 589,934     | 379,769     |
| 1976年（昭和51年） | 1,540.1          | 1,124,260   | 680,284     | 443,976     |
| 1977年（昭和52年） | 1,556.1          | 1,135,950   | 695,220     | 440,730     |
| 1978年（昭和53年） | 1,558.9          | 1,137,985   | 711,426     | 426,559     |

以上の1日平均乗車人員は、乗車数と降車数が同じであると仮定し、年度毎総数を365（閏年が関係する1971・1975年は366）で割った後で、さらに2で割った値を、小数点第2位で四捨五入。小数点一位の値にした物である。
| 年度                | 1日平均 乗車人員 |
| ------------------- | ---------------- |
| 1979年（昭和54年）  | 1,539            |
| 1980年（昭和55年）  | 1,489            |
| 1981年（昭和56年）  | 1,428            |
| 1982年（昭和57年）  | 1,458            |
| 1983年（昭和58年）  | 1,462            |
| 1984年（昭和59年）  | 1,438            |
| 1985年（昭和60年）  | 1,384            |
| 1986年（昭和61年）  | 1,477            |
| 1987年（昭和62年）  | 1,759            |
| 1988年（昭和63年）  | 2,071            |
| 1989年（平成 元年） | 1,962            |
| 1990年（平成02年）  | 2,113            |
| 1991年（平成03年）  | 2,266            |
| 1992年（平成04年）  | 2,432            |
| 1993年（平成05年）  | 2,543            |
| 1994年（平成06年）  | 2,545            |
| 1995年（平成07年）  | 2,594            |
| 1996年（平成08年）  | 2,603            |
| 1997年（平成09年）  | 2,501            |
| 1998年（平成10年）  | 2,492            |
| 1999年（平成11年）  | 2,558            |
| 2000年（平成12年）  | 2,409            |
| 2001年（平成13年）  | 2,410            |
| 2002年（平成14年）  | 2,335            |
| 2003年（平成15年）  | 2,338            |
| 2004年（平成16年）  | 2,423            |
| 2005年（平成17年）  | 2,485            |
| 2006年（平成18年）  | 2,494            |
| 2007年（平成19年）  | 2,517            |
| 2008年（平成20年）  | 2,469            |
| 2009年（平成21年）  | 2,404            |
| 2010年（平成22年）  | 2,416            |
| 2011年（平成23年）  | 2,496            |
| 2012年（平成24年）  | 2,562            |
| 2013年（平成25年）  | 2,637            |
| 2014年（平成26年）  | 2,645            |
| 2015年（平成27年）  | 2,784            |
| 2016年（平成28年）  | 2,894            |
| 2017年（平成29年）  | 3,008            |
| 2018年（平成30年）  | 3,040            |
| 2019年（令和 元年） | 3,068            |
| 2020年（令和02年）  | 2,552            |
| 2021年（令和03年）  | 2,538            |
| 2022年（令和04年）  | 2,811            |

乗車数グラフ

## 駅周辺
- フレスタ長束店
- 広島祇園平原郵便局
- 長束郵便局
- 広島信用金庫長束支店
- 広島文化学園大学長束キャンパス
- 広島文化学園短期大学
- 広島市立長束中学校
- 広島市立長束小学校
- 広島市立長束西小学校

## バス路線
安芸長束駅の東側に広島交通の「長束」バス停、西側に「大師橋」バス停がある。
- 71（広島交通）長束バス停：横川駅・新庄橋方面 / 安芸山本・71-6古市橋駅前方面 / 山本小学校前・71-2山本東亜ハイツ方面 / 71-4春日野方面 / 71-5広島経済大学方面
- 71-1 平原線（広島交通[13]）大師橋バス停：横川駅・新庄橋方面 / 広島文化学園大学方面

## その他
- ICOCAの使用履歴について、当駅は「アキ長束」と表記されている。
- 2018年から発車メロディに昭和初期から地元に伝わる「長束音頭」を使用している。広島市内の在来線で、発着メロディーが変更されたは初めて[9]。

## 隣の駅
西日本旅客鉄道（JR西日本）
 可部線
三滝駅 (JR-B04) - 安芸長束駅 (JR-B05) - 下祇園駅 (JR-B06)